# Hadrodontes comoranus
Hadrodontes comoranus är en fjärilsart som beskrevs av Aurivillius 1909. Hadrodontes comoranus ingår i släktet Hadrodontes och familjen praktfjärilar. Inga underarter finns listade i Catalogue of Life.